# Neratinib
A neratinib (INN ), egy tirozin-kináz inhibítor rákellenes gyógyszer, amelyet mellrák kezelésére használnak. A neratinib Nerlynx márkanéven van forgalomban.

## Orvosi felhasználás
Az Európai Unióban és az Amerikai Egyesült Államokban a neratinib felnőttek korai stádiumú hormonreceptor-pozitív HER2-expressziót mutató emlőrák adjuváns kezelésére javallt, akik korábban, egy éven belüli elsődleges adjuváns trasztuzumab kezelésen estek át.
Az Egyesült Államokban a kapecitabinnal kombinálva előrehaladott vagy áttétes HER2-pozitív emlőrákban szenvedő felnőttek kezelésére is javasolt, akik két vagy több korábbi anti-HER2 alapú kezelést kaptak áttétes daganatos betegségükre.

## Ellenjavallatok
A készítmény alkalmazása terhesség alatt ellenjavallt, valamint a teherbe esést kerülni kell a gyógyszer szedése alatt. Szoptatásban is ellenjavallt, szoptató nők nem alkalmazhatják, mert károsíthatja a magzatot.

## Nemkívánatos hatások
A neratinib néhány embernél életveszélyes hasmenést, és majdnem mindenkinél enyhe vagy közepesen súlyos hasmenést okozhat; azok az emberek, akik ezt alkalmazzák, a hasmenés szövődményeinek is ki vannak téve, úgy mint a kiszáradásnak és az elektrolit-egyensúly felborulásának. Hasonlóképpen fennáll a súlyos májkárosodás kockázata is, (tünetei: fáradtság, émelygés, hányás, a jobb felső negyed fájdalma vagy érzékenysége, láz, kiütés és az eozinofilek magas szintje).
A fentieken túl a gyógyszert alkalmazók több mint 10% -ánál hányinger, hasi fájdalom, hányás, ajakfekély, gyomorpanaszok, csökkent étvágy, kiütések és izomgörcsök jelentkeztek.

## Interakciók
A neratinibet szedő emberek nem szedhetnek gyomorsavcsökkentő szereket, beleértve a protonpumpagátlókat és a H2-receptor antagonistákat ; antacidokat a neratinibkezelés előtt legalább 3 órával kell bevenni.
Azok a gyógyszerek, amelyek gátolják a CYP3A4-et, fokozzák a neratinib aktivitását és súlyosbíthatják a nemkívánatos hatásokat. A CYP3A4-et indukáló gyógyszerek pedig csökkentik a neratinib aktivitását és csökkenthetik annak hatékonyságát. Neratinib is gátolja a p-glikoproteint, és növeli a digoxinhoz hasonló gyógyszerek koncentrációját (ezeknek kiürülésére is hat).

## Hatásmechanizmus
A lapatinibhez és az afatinibhez hasonlóan a neratinib is az emberi epidermális növekedési faktor 2 és 4 receptor (HER2, HER4) és az epidermális növekedési faktor receptor (EGFR) kinázok kettős inhibítora. Azáltal gátolja ezeket a fehérjéket, hogy kovalensen kötődik egy cisztein oldallánccal ezekben a fehérjékben. HER4 pozitív karcinómában csak az FDA engedélyezte, tehát csak az USA-ban alkalmazható ilyen esetekben .
A neratinib IC50 értéke 59 nM a HER2 ellen, és gyenge gátlást fejt KDR és Scr ellen IC 50 0,8 μM és 1,4 μM koncentrációban. A BT474 sejtekben a neratinib csökkenti a HER2 autofoszforilálódását és gátolja a ciklin D1 expresszióját, míg az A431 sejtek csökkent proliferációját figyelték meg 3 vagy 5 nM koncentrációjú neratinibkezelést követően. 3T3 / neu daganatokkal rendelkező xenograft modellekben a neratinib orális beadása 10, 20, 40 vagy 80 mg / kg dózisban képes volt gátolni a tumor növekedését, míg az SK-OV-3 modellekben az 5 és a 60 dózis mg / kg dózisban szignifikánsan gátolta a tumor növekedését. 

## Kémia
A neratinib egy 4-anilino-3-ciano-kinolin-származék.

## Története
A neratinibet Wyeth fedezte fel és kezdett bele a fejlesztésbe ; A Pfizer folytatta a fejlesztését a III. Fázisig emlőrák indikációjában, és 2011-ben a Puma Biotechnology engedélyeztette.
A készítményt 2017 júliusában engedélyezték orvosi felhasználásra az Egyesült Államokban, korai stádiumú HER2- expressziót mutató emlőrákkal rendelkező felnőttek kiterjesztett adjuváns kezelésére (adjuváns trasztuzumab alapú terápia után). A engedélyezés az ExteNET vizsgálaton (NCT00878709) alapult, amely egy multicentrikus, randomizált, kettős-vak, placebo-kontrollos vizsgálat volt a neratinib adjuváns trasztuzumab-kezelést követően.
A neratinibet az Európai Unióban 2018 augusztusában engedélyezték orvosi felhasználásra.

## Márkanevek
Bangladesben Hernix márkanév alatt fut. Európában és az Egyesült Államokban Nerlynx néven forgalmazzák.

## Külső linkek
- Neratinib. Drug Information Portal. U.S. National Library of Medicine
- Neratinib maleate. Drug Information Portal. U.S. National Library of Medicine
- Neratinib maleate. National Cancer Institute
- Neratinib maleate. NCI Drug Dictionary. National Cancer Institute
- Clinical trial number NCT00878709 for "Study Evaluating The Effects Of Neratinib After Adjuvant Trastuzumab In Women With Early Stage Breast Cancer (ExteNET)" at ClinicalTrials.gov